# Josephskirche (Danzig)

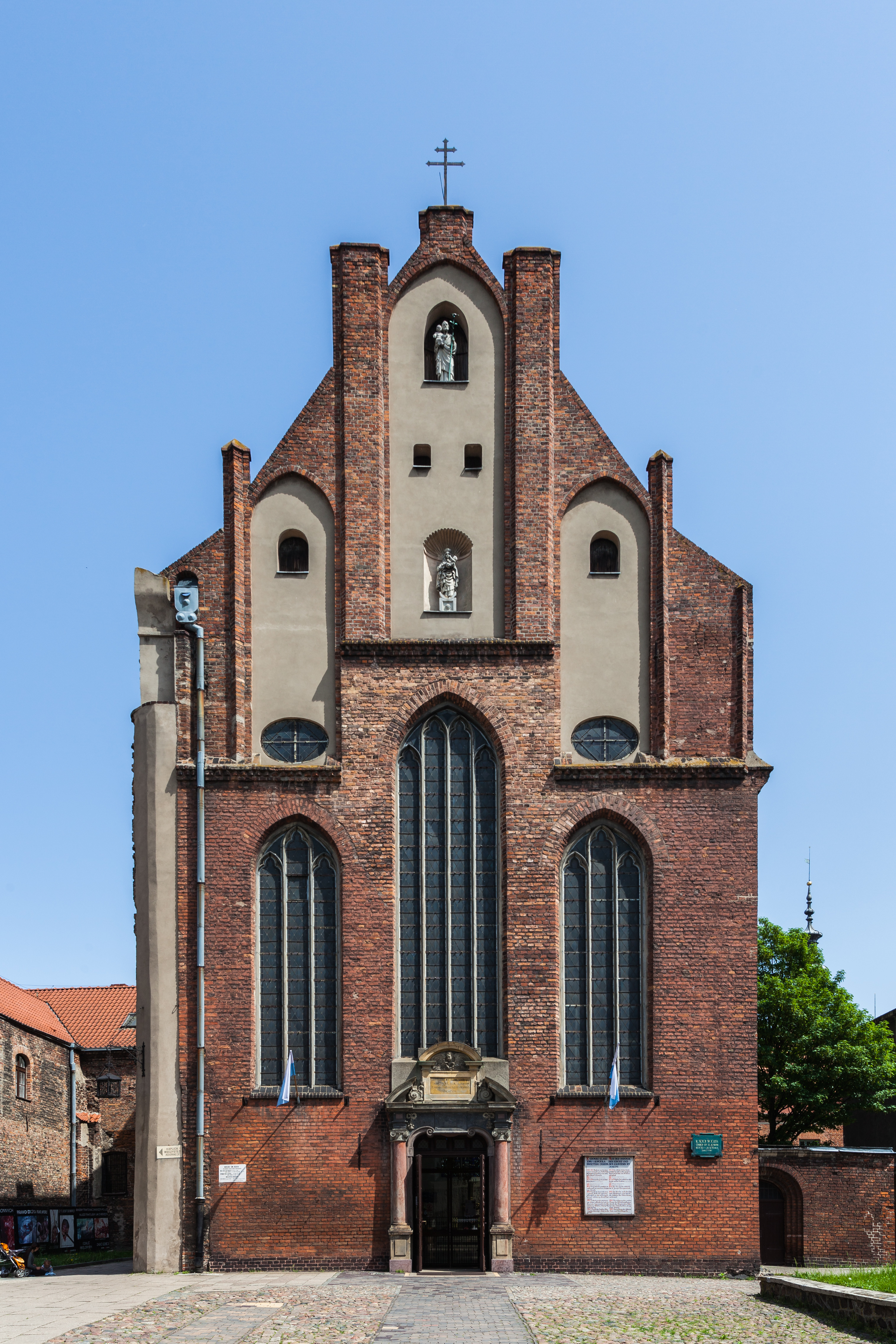
Fassade.

Die Josephskirche (polnisch Kościół św. Józefa) ist eine römisch-katholische Kirche in der Danziger Altstadt. Sie ist eine Rektoratskirche der Pfarrei der Brigittenkirche und steht in der ulica Elżbietańska. Sie wird seit 1947 von den Oblaten der Unbefleckten Jungfrau Maria geführt, die auch das benachbarte ehemalige Karmeliterkloster übernommen haben.

## Lage

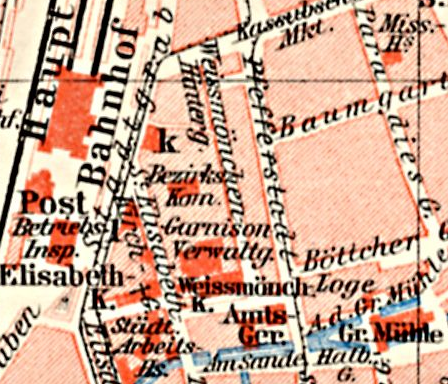
Ausschnitt aus einem Stadtplan von 1905, in dem die Josephskirche als Weissmönchen-Kirche bezeichnet ist.

Die Josephskirche steht in der heutigen ulica Elżbietańska, der früheren Elisabeth-Kirchgasse. Ihrem Eingang gegenüber liegt die für die Straße namensgebende Elisabethkirche. Von der Elżbietańska aus gesehen links neben der Kirche liegt das Kloster der Oblaten. Südlich grenzt die Kirche an die ulica Bielańska und östlich an die ulica Podbielańska, früher Weißmönchen-Kirchgasse und Weißmönchen-Hintergasse. Beide Straßennamen erinnern daran, dass die Josephskirche bis 1840 von in Danzig als Weißmönche bezeichneten Karmelitern betrieben und daher auch Weißmönchen Kirche genannt wurde.

## Geschichte

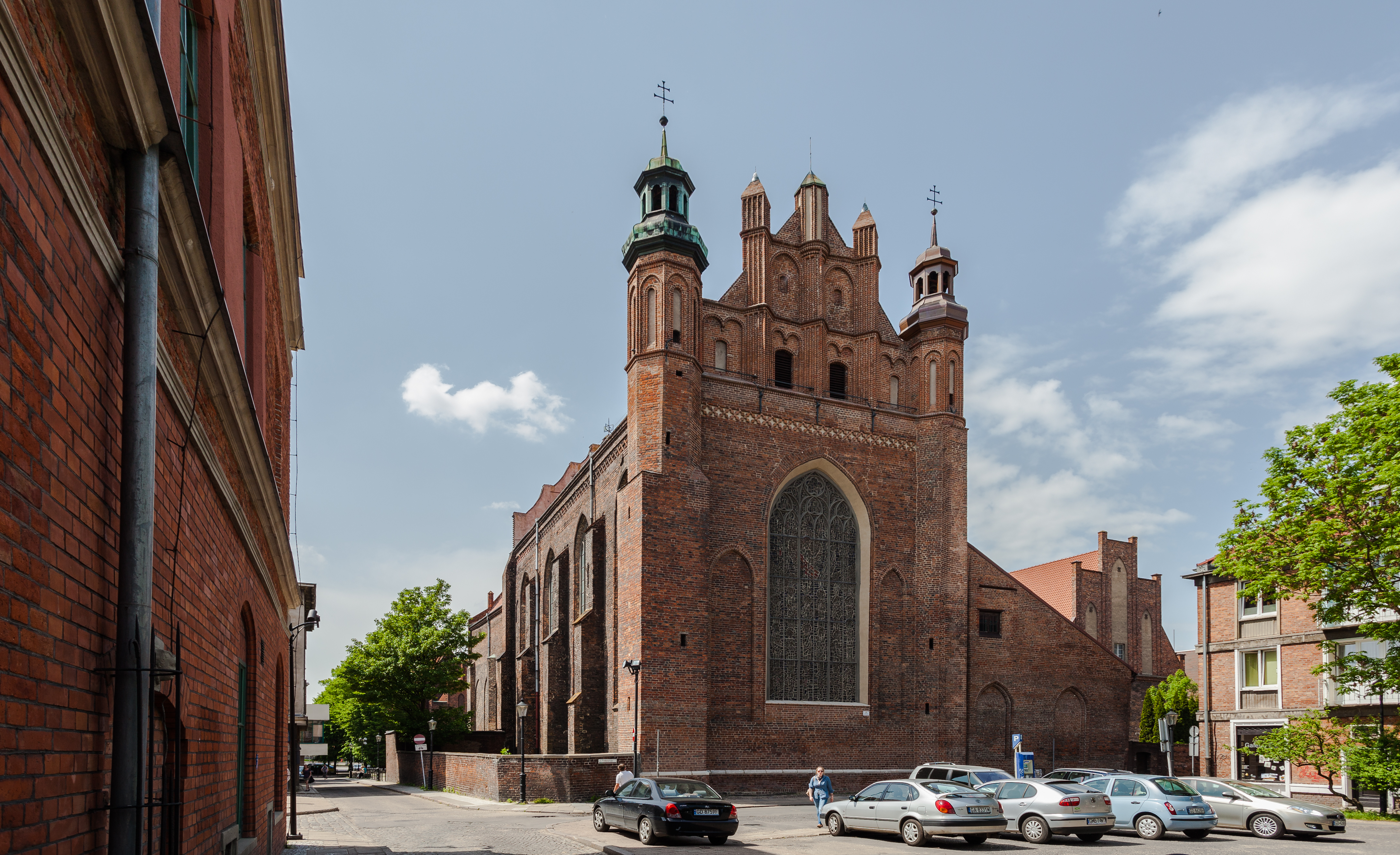
Rückfront der Josephskirche, von der ulica Podbielańska aus gesehen.

Bereits Ende des 14. Jahrhunderts bestand mit dem Georgenhof ein Leprosenhaus an der Stelle der heutigen Kirche und des Klosters. Die heutige ulica Podbielańska, an der das Leprosenhaus lag, hieß damals folgerichtig St. Georgengasse, später wurde sie in Anlehnung an die in Danzig als Weißmönche bezeichneten Karmeliten in Weißmönchen-Hintergasse umbenannt. Nachdem die Karmeliten das Grundstück als Entschädigung für den Verlust anderer Gebiete erhalten hatten, wurde 1467 an Stelle des Leprosenhauses mit dem Bau der Josephskirche und des Karmeliterklosters begonnen. Ende des 15. Jahrhunderts war der Bau weitgehend abgeschlossen. Statt der ursprünglich geplanten dreischiffigen Kirche, wurde aus finanziellen Gründen lediglich ein Kirchenschiff errichtet, weshalb das ursprünglich als Kirchenportal vorgesehene heutige Tor vorne an der Straße ein ganzes Stück vor der Kirche steht. 1623 erfolgte eine Erweiterung der Anlagen nach Westen. Nach einem Brand wurde die Kirche 1663 im Barockstil wieder aufgebaut. Nach der Ausweisung der Karmeliter aus Danzig 1840 wurde die bisherige Klosterkirche in eine Pfarrkirche umgewandelt.

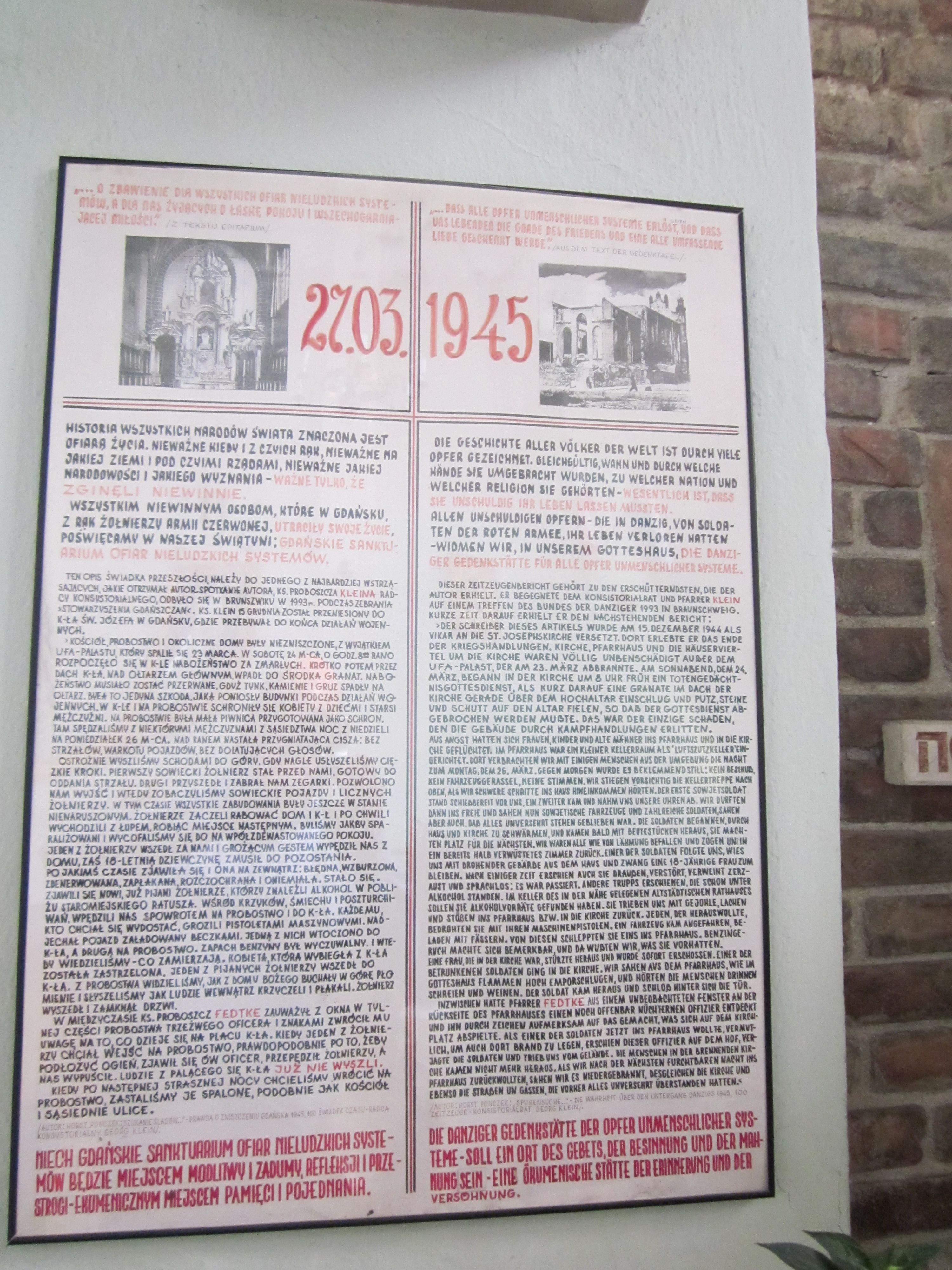
Augenzeugenbericht von Vikar Georg Klein über das Massaker vom 27. März 1945

Am 27. März 1945 wurde die Kirche Schauplatz eines Kriegsverbrechens der Roten Armee. Offenbar betrunkene Soldaten der Roten Armee, die in diesen Tagen Danzig erreicht hatte, zündeten die Kirche, in der mehr als einhundert Menschen Zuflucht gefunden hatten, an und verschlossen die Türen von außen, so dass die Schutzsuchenden in der Kirche verbrannten. Lediglich diejenigen, die sich in das Pfarrhaus geflüchtet hatten, überlebten das Massaker, weil es dem damaligen Propst Fedtke gelang, einen nüchternen Offizier auf die verzweifelte Lage aufmerksam zu machen. Zum Andenken an dieses Verbrechen wurde in der Josephskirche 2000 die Danziger Gedenkstätte der Opfer unmenschlicher Systeme als ökumenische Stätte der Erinnerung und Versöhnung durch den Danziger Weihbischof Zygmunt Józef Pawłowicz und Bischof Eugeniusz Juretzko OMI eingeweiht.
Nach Kriegsende wurde die nunmehr stark zerstörte Kirche und das benachbarte Kloster 1948 an den Orden der Oblaten der Unbefleckten Jungfrau Maria übergeben, der die Kirche bis 1953 wieder herstellte und führt. Sie ist nunmehr eine Filialkirche der Pfarrei der Brigittenkirche. 1973 wurde die Kirche samt vorgestelltem Tor und Kloster unter Denkmalschutz gestellt.